# 北延叶珍珠菜
北延叶珍珠菜（学名：Lysimachia silvestrii）为报春花科珍珠菜属的植物，是中国的特有植物。分布在中国大陆的江西、陕西、四川、湖南、甘肃、湖北等地，生长于海拔2,400米的地区，一般生长在沟边、山坡草地及疏林下，目前尚未由人工引种栽培。